# Muzeum Ziemi Wschowskiej

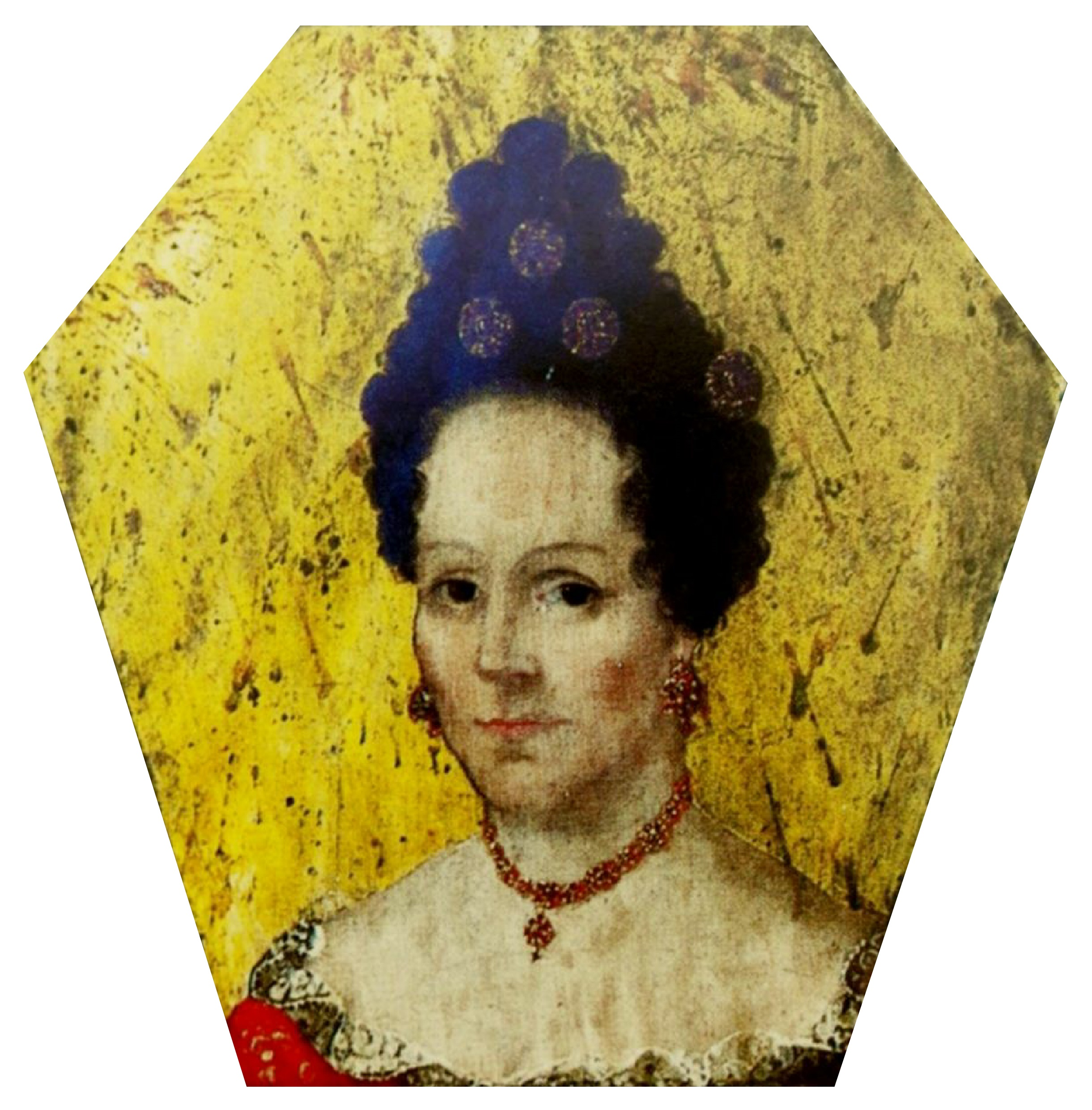
Portret trumienny Anny Mielęckiej, ok. 1694

Muzeum Ziemi Wschowskiej – muzeum regionalne z siedzibą we Wschowie gromadzące zabytki związane z ziemią wschowską.

## Struktura
- Dział Archeologiczno-Historyczny
- Dział Etnograficzny
- Dział Lapidarium
- Dział Księgowości

## Zbiory
Muzeum, które jest placówką regionalną, przechowuje głównie eksponaty związane z historią i kulturą Ziemi Wschowskiej: zabytki dotyczące przeszłości regionu w zakresie etnografii, archeologii i historii. Aktualnie instytucja przechowuje ponad 7100 muzealiów, często ofiarowanych dzięki uprzejmości mieszkańców. 
W ramach zbiorów wyróżniono niżej wymienione zespoły zabytków: 
- artystyczny - dzieła z dziedziny malarstwa, grafiki, rzeźby, rzemiosła artystycznego;
- artystyczno-historyczny - przedmioty codziennego użytku, z ceramiki, porcelany i cyny, meble, pocztówki, militaria;
- etnograficzny - zabytki kultury ludowej;
- numizmatyczny - banknoty i monety średniowieczne, renesansowe pochodzące ze wschowskich mennic; halerze i półgrosze bite przez Władysława Jagiełłę, trojaki przez Zygmunta III Wazę oraz szelągi, dwugrosze i orty przez Jana Kazimierza; odznaczenia, medale;
- przyrodniczy - skamieliny, minerały;
- archeologiczny - przedmioty kultury pradziejowej (mezolityczne, neolityczne, epoka brązu i żelaza) i średniowiecza;
- kartograficzny - liczne mapy z okresu XVII do XX wieku, XIX- i XX-wieczne plany miasta, XVIII-wieczne plany bitwy pod Wschową;
- biblioteczny - starodruki, archiwalia.

Wśród zasobów muzeum znaczącą rolę odgrywa kolekcja przedmiotów cynowych pochodzących z okresu końca XVII wieku do przełomu XIX/XX wieku. Większość z nich powstało na terenie Dolnego Śląska. Na uwagę zasługują również portrety trumienne, tarcze herbowe, tablice epitafijne związane z rodami szlacheckimi osiadłymi w przeszłości na Ziemi Wschowskiej. Istotne są także zbiory obrazów przedstawiających starostów i pastorów ze staromiejskiego kościoła ewangelickiego oraz portrety szlacheckie, mieszczańskie i   królewskie (m.in. Zygmunta III Wazy, Augusta II Wettina, Augusta III, Jana Kazimierza). Drugą grupą obrazów są dzieła polskich artystów tworzących na przełomie XIX i XX wieku (np. Kazimierza Pochwalskiego, Alfonsa Karpińskiego, Zofii Albinowskiej-Minkiewiczowej).